# Utopija (djelo Tome Morusa)
Godine 1516. Thomas More napisao je svoje najpoznatije i najkontroverznije djelo, Utopiju, punim naslovom De Optimo Reipublicae Statu deque Nova Insula Utopia. U njemu pripovjedač Rafael Hitlodej (čije je ime aluzija na arkanđela Rafaela, pronositelja istine, dok mu prezime na grčkom znači "širitelj besmislica") opisuje društveno i političko uređenje imaginarne otočne zemlje Utopije (čije samo ime sadržava igru riječi: grč. οὐ+τόπος znači ne-mjesto, a εὖ+τόπος dobro mjesto). Utopija se može čitati kao idealizirana opreka ali i kao jetka satira Europe Moreova doba.
Opisujući idealnu zemlju, More je pribjegao književnoj vrsti romana prvenstveno kako bi slobodnije raspravio kontroverzna društvena i politička pitanja. Zbog prirode Moreovog spisa uistinu je ponekad teško razlučiti njegove satirom prikrivene zamjerke postojećim uređenjima od njegove vlastite idealne vizije.
Budući da se čini slabo vjerojatnim da bi More, pobožni katolik, zamišljao pagansku, protokomunističku Utopiju kao konkretan model za političku reformu, neki su smatrali da je on svoju Utopiju utemeljio na načelima biblijskog komunalizma opisanog u Djelima apostolskim.
More je detaljno opisao organizaciju idealne države.

Državu čine ukupno 54 grada; izvan gradova nalaze se poljoprivredna gospodarstva. Broj je stanovnika ograničen.

Dani se u takvoj državi svi provode jednako: radi se šest sati dnevno; ustaje se u 4 ujutro, a liježe se u osam navečer. Teške i grube poslove obavljaju robovi, koji dolaze iz redova prijestupnika ili stranaca.
Slično kao u Platonovoj Državi, i ovdje je naglašen značaj zajedničkog vlasništva. Privatnoga vlasništva nema, jer gdje ono postoji, ondje nema poštovanja prema općem dobru; k tomu, razlika u bogatstvu razjedinjuje zajednicu i kvari običaje. Ukidanjem privatnog vlasništva postigla bi se jednakost svih. Osim toga, gdje nema privatnog vlasništva, ni krađa nema smisla. 

U Utopiji novac ne postoji. Svi proizvodi ljudskog rada zajednički su i dijele se prema potrebama.
Vladari se biraju između onih najobrazovanijih. Utopija je ustrojena kao predstavnička demokracija. Državni se poglavar putem posrednih izbora bira na doživotan mandat; u slučaju nedolična ponašanja može biti smijenjen. Vanjska politika svedena je na minimum; nema rata, osim obrambenoga.
Moreov pristup pitanju vjerske snošljivosti liberalan je. Utopljani su tolerantni prema različitim vjerskim praksama. Diskriminirani su, međutim, ateisti: premda im je dopušteno da nesmetano zastupaju svoje stajalište, ne uživaju status građana i ne mogu ući u vladu. Prema Moreu, naime, tko ne vjeruje u Boga ili u zagrobni život bilo kakve vrste, taj ne priznaje nikakav autoritet ni načela izvan sebe samoga, te se drugi nikada u njega ne mogu uzdati.
Prvo izdanje Utopije uključivalo je i detalje o utopijskoj abecedi, pismu koje bi zamijenilo (ili šifriralo) slova latiničnog pisma. Tu je abecedu More zamislio kao način da Utopljani budu u još većoj mjeri sebi dovoljni i odvojeni od izvanjskog svijeta.

## Utopija na hrvatskom
Utopia = Utopija / Thomas More ; s latinskoga prevela Gorana Stepanić ; priredio Damir Grubiša. Zagreb : Nakladni zavod Globus, 2003. (ISBN 953-167-156-7).

## Vanjske poveznice
- (lat.) (engl.) (njem.) Thomas More: Utopia  Arhivirana inačica izvorne stranice od 27. rujna 2007. (Wayback Machine)